# Люблино (платформа)
Люблино́ (с 31 октября 2019 года по 20 марта 2021 года Кубанская, ранее Люблино́-Да́чное) — остановочный пункт Курского направления Московской железной дороги в Москве на территории бывшего города Люблино. Расположена в границах сортировочной станции Люблино-Сортировочное в её парке Люблино-Северное. Находится на границе двух московских районов: Люблино и Печатники. Является остановочным пунктом линии МЦД-2, однако, как и все остальные действующие остановочные пункты МЦД, официально именуется станцией.
Останавливаются все электропоезда, кроме экспрессов. Находится на расстоянии 2 км от одноимённой станции метро.

## Сообщение
Имеется прямое беспересадочное сообщение на Рижское направление Московской железной дороги. С 21 ноября 2019 года в связи с открытием МЦД-1 транзитное движение с Курского на Смоленское направление приостановлено.
Беспересадочное сообщение осуществляется (самые дальние точки на декабрь 2019 года): на север в направлении от Люблина до станций: Волоколамск, также 2 поезда по будням далее, до станции Шаховская, на юг до станции Тула-1-Курская. Время движения с Курского вокзала 18 минут.
Электропоезда прибывают на одну боковую и одну островную платформы, связанные между собой надземным пешеходным переходом. Платформа обладала тупиком для оборота электропоездов, но тупик был демонтирован. Этот тупик использовался для оборота некоторых электропоездов из Москвы, имевших на станции конечную остановку, аналогично с имеющимся оборотным тупиком на станции Львовская, где тоже осуществляется оборот состава прямо на станции, без отгона состава с платформы на отдельное место в оборотный тупик, а прямо до самого своего отправления в обратный рейс на Москву электропоезд так и простаивал всё это время прямо на станции. Оборотный тупик на станции Львовская тоже в 1996 году на какое-то время был демонтирован, но потом в 2012 году он был снова восстановлен. Теперь островная платформа имеет двойную ширину, но только один путь. На обеих платформах расположены навесы для ожидания поезда, где также имеются помещения для билетных касс.
Относится ко 2 тарифной зоне, есть турникеты.
На платформе направлением на Москву осуществляется продажа билетов в том числе на поезда дальнего следования РЖД.

## История
Открыта как полустанция 5 марта 1870 года по прошению и на средства владельцев усадьбы Люблино, купцов К. Н. Голофтеева и П. Н. Рахманина, для привлечения московских дачников. От станции к главному дому усадьбы вела липовая аллея. В 1877 г. правление общества Московско-Курской железной дороги утвердило проект крытой деревянной платформы в русском стиле.
Во время русско-турецкой войны 1877—1878 гг. на полустанке останавливались товарные поезда с ранеными и военнопленными, которым дачники передавали «гостинцы»: мешочки с табаком, чаем и сахаром.
В 1904 году заработала сортировочная станция, а в 1907—1909 годах называлась Депо, название было изменено на Люблино-Дачное.
В XX веке название было изменено на Люблино.
1 ноября 2019 года в рамках подготовки к открытию МЦД, название пассажирской платформы Люблино , вместе с названием ближайших остановок общественного транспорта, было изменено на Кубанская по одноимённой улице, которая прилегает к станции, чтобы не создавать путаницы, поскольку все пересадочные станции МЦД-1 и МЦД-2 были переименованы по названиям соответствующих станций метрополитена, в то время как станция метро «Люблино» находится на расстоянии 2 км и пересадочной не является. Однако 20 марта 2021 года остановочному пункту несмотря на это тем не менее было возвращено прежнее название Люблино.

## Общественный транспорт

### Наземный
На этой станции можно пересесть на следующие маршруты городского пассажирского транспорта:
- Автобусы: м77, 30, 54, 201, 350, с724, 764, 765

### Метро
До ближайшей станции метро «Печатники» менее километра (10 минут пешком), в то время как станция метро «Люблино» находится на расстоянии 2 километров. Формально платформа МЦД «Люблино» пересадочной не является.

## Путевое развитие
Станция имеет одну боковую платформу и одну островную. До какого-то года на станции также под островной платформой имелся оборотный тупик для некоторых электропоездов из Москвы, и движение поездов по станции Люблино осуществлялось по такой же схеме, как по станциям Серпухов, когда для движения в сторону Тулы там использовалась отдельная боковая низкая платформа, и Подольск, когда на станции до 2017 года была только одна островная платформа, то есть на островной платформе с восточной стороны осуществлялось и осуществляется по сей день движение с юга на Москву, на западной стороне островной платформы осуществлялся оборот некоторых электропоездов из Москвы, а на береговой (боковой) платформе осуществлялось и осуществляется по сей день движение в область. Оборот состава в тупике под островной платформой осуществлялся таким же образом, аналогично, как на станции Львовская, то есть состав до самого своего обратного рейса на Москву так и оставался всё это время своего отстоя стоять на станции, никуда с платформы на отдельное место стоянки в тупик состав не отодвигался.

## Фото

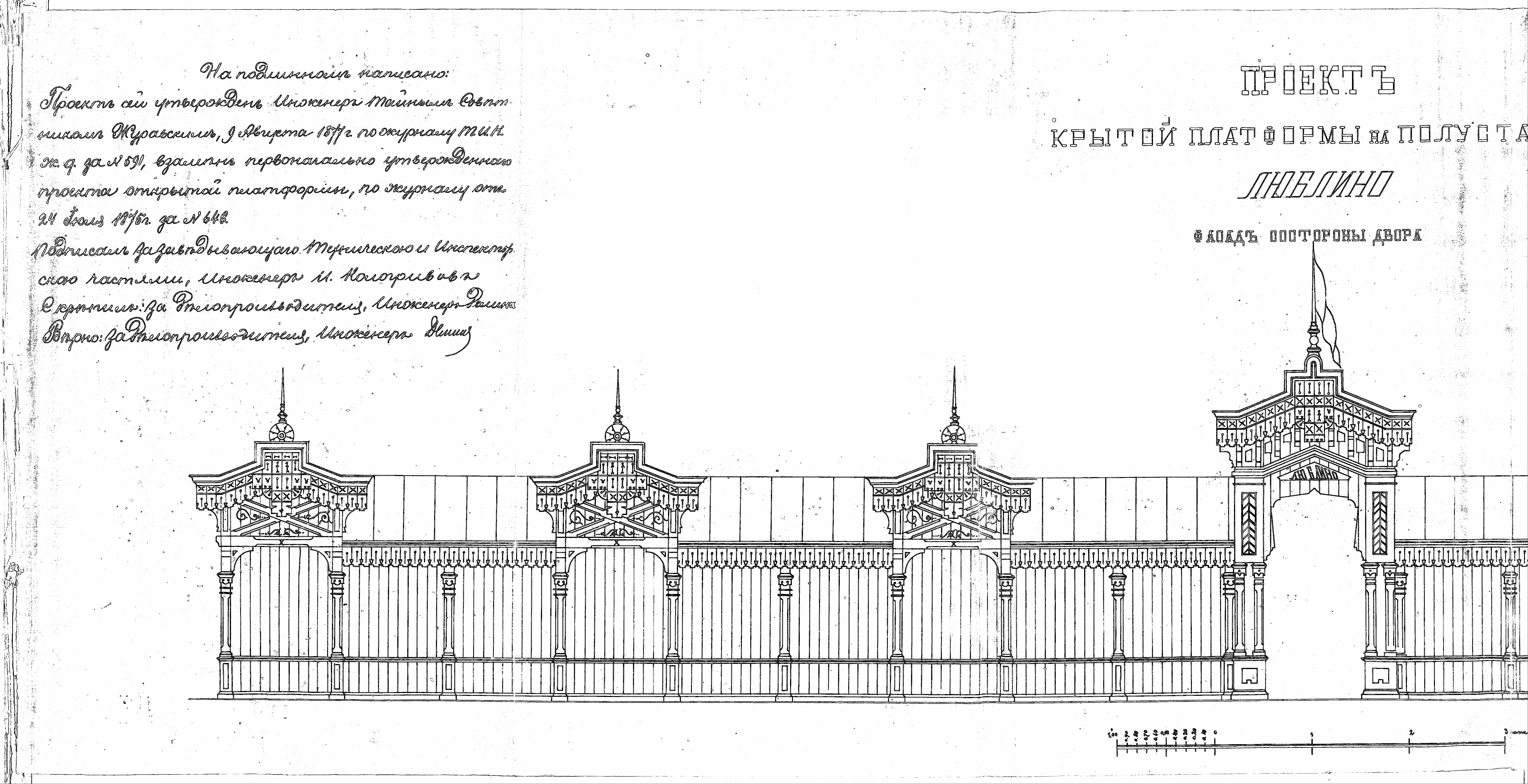
Проект платформы, утверждённый в 1877 году
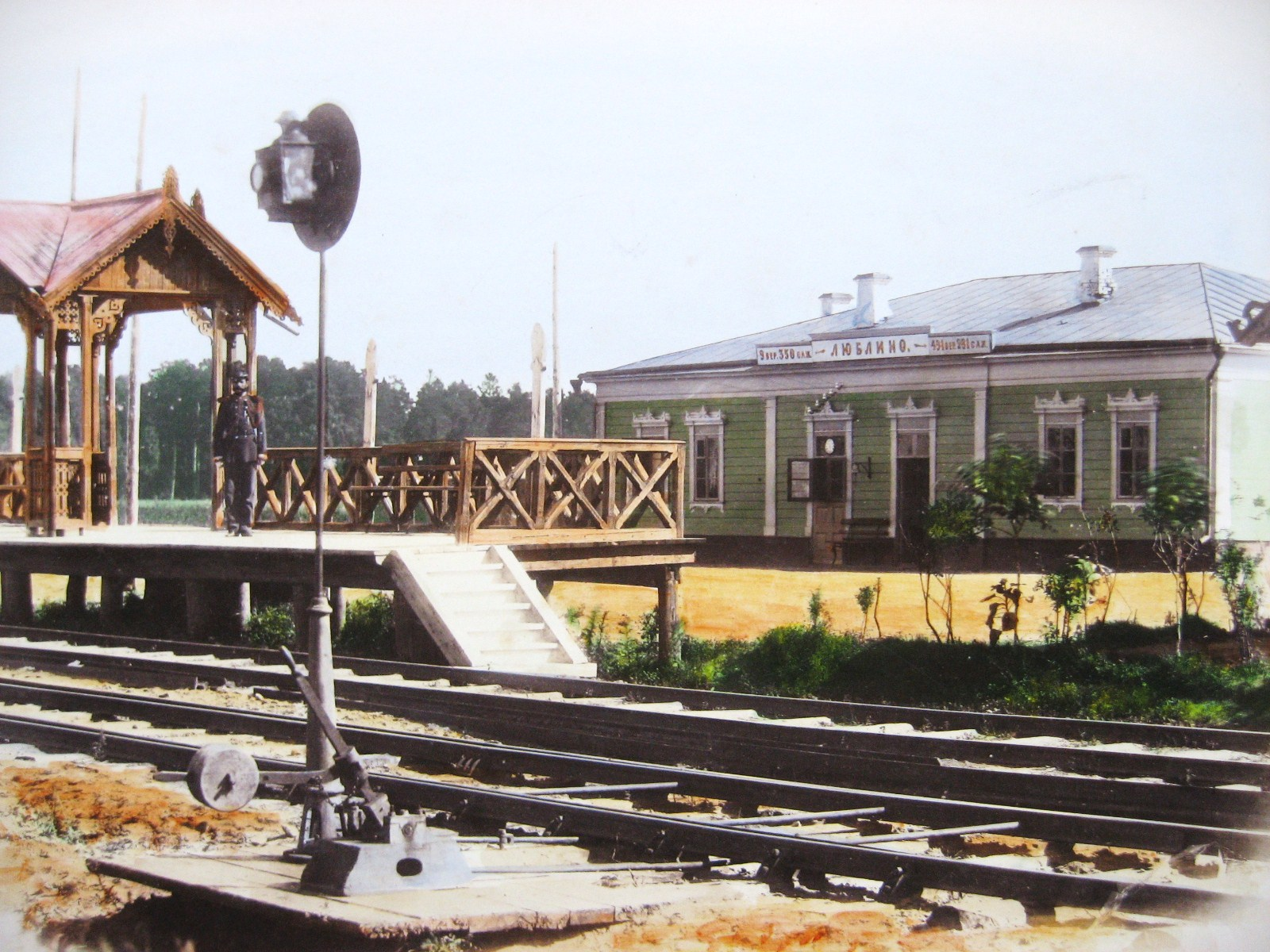
Полустанок Люблино, выполненный в русском стиле. 1885 год
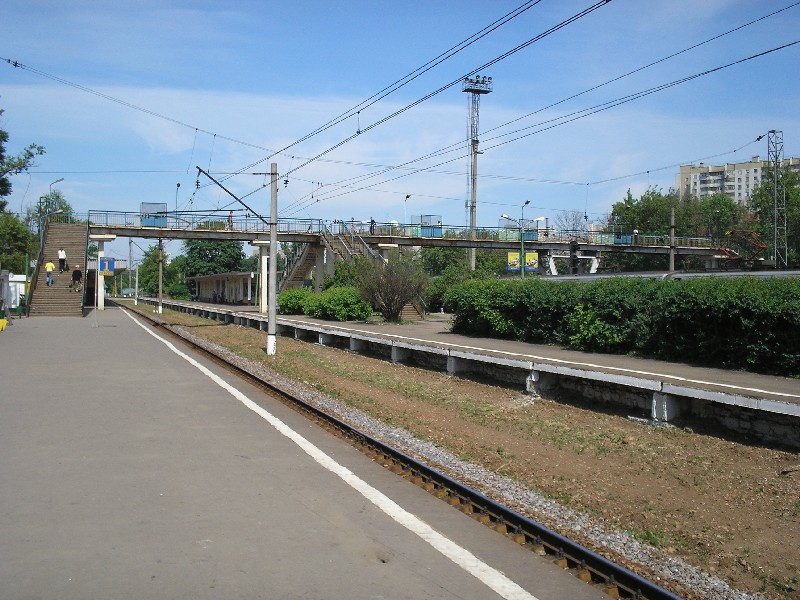
Платформа на Москву (2007)
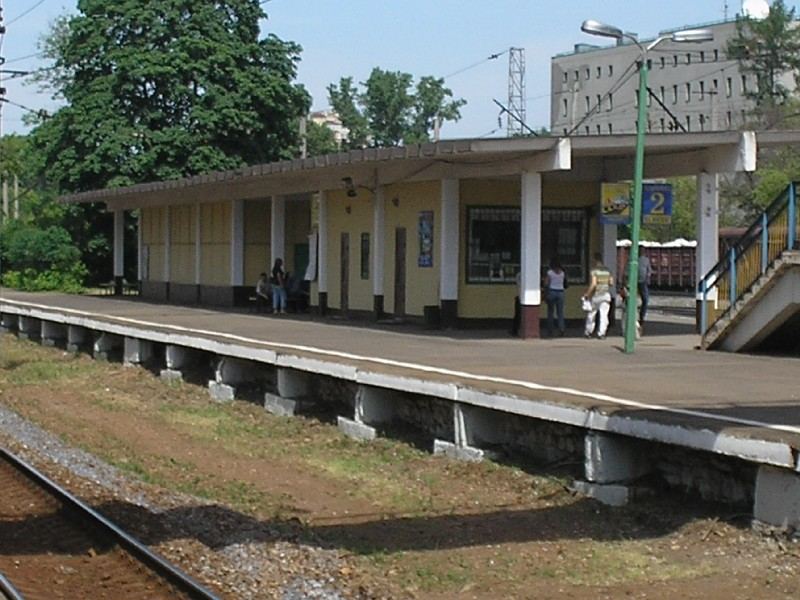
Навес на платформе до реконструкции
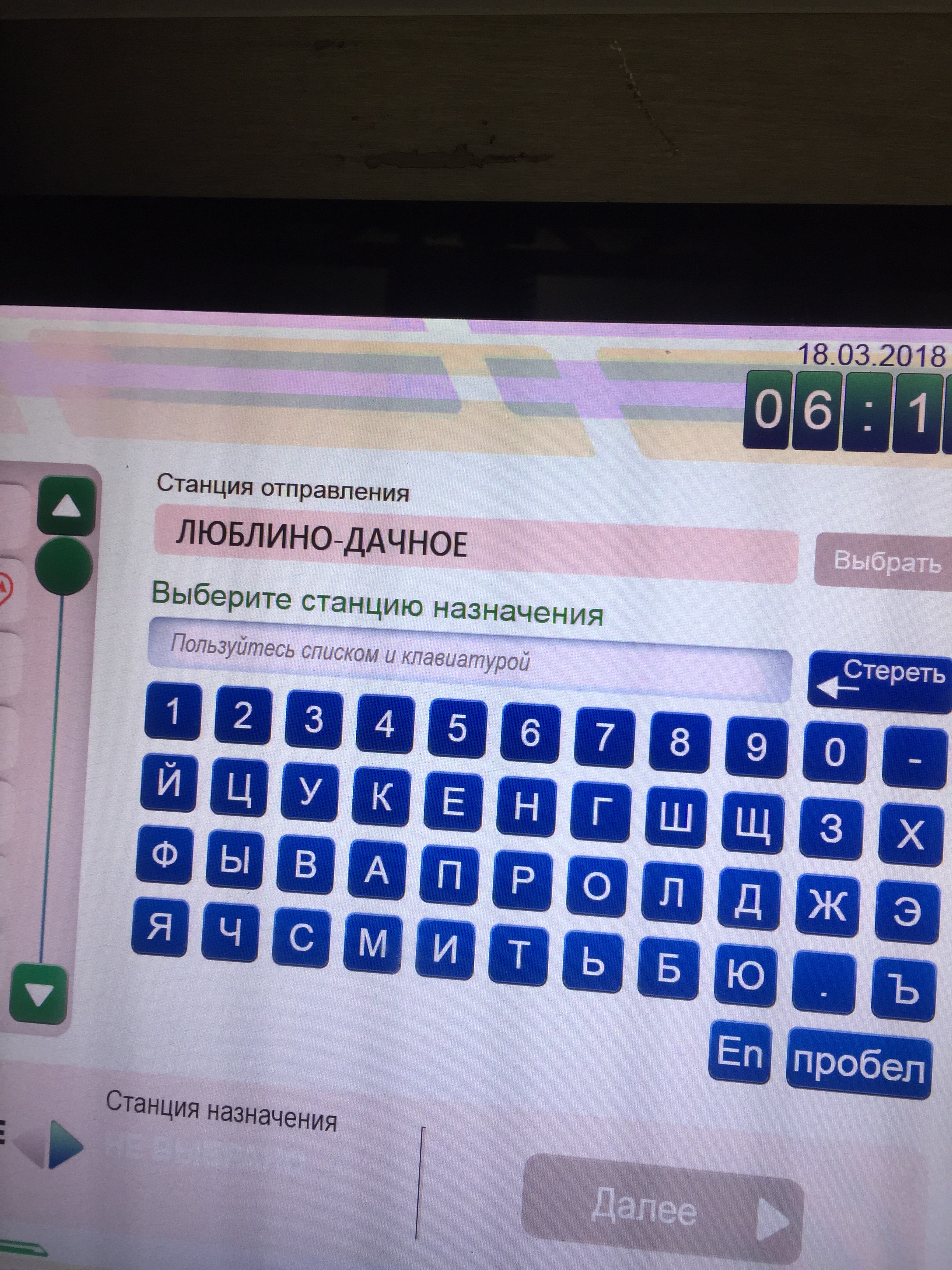
Покупка билета на станции через терминал
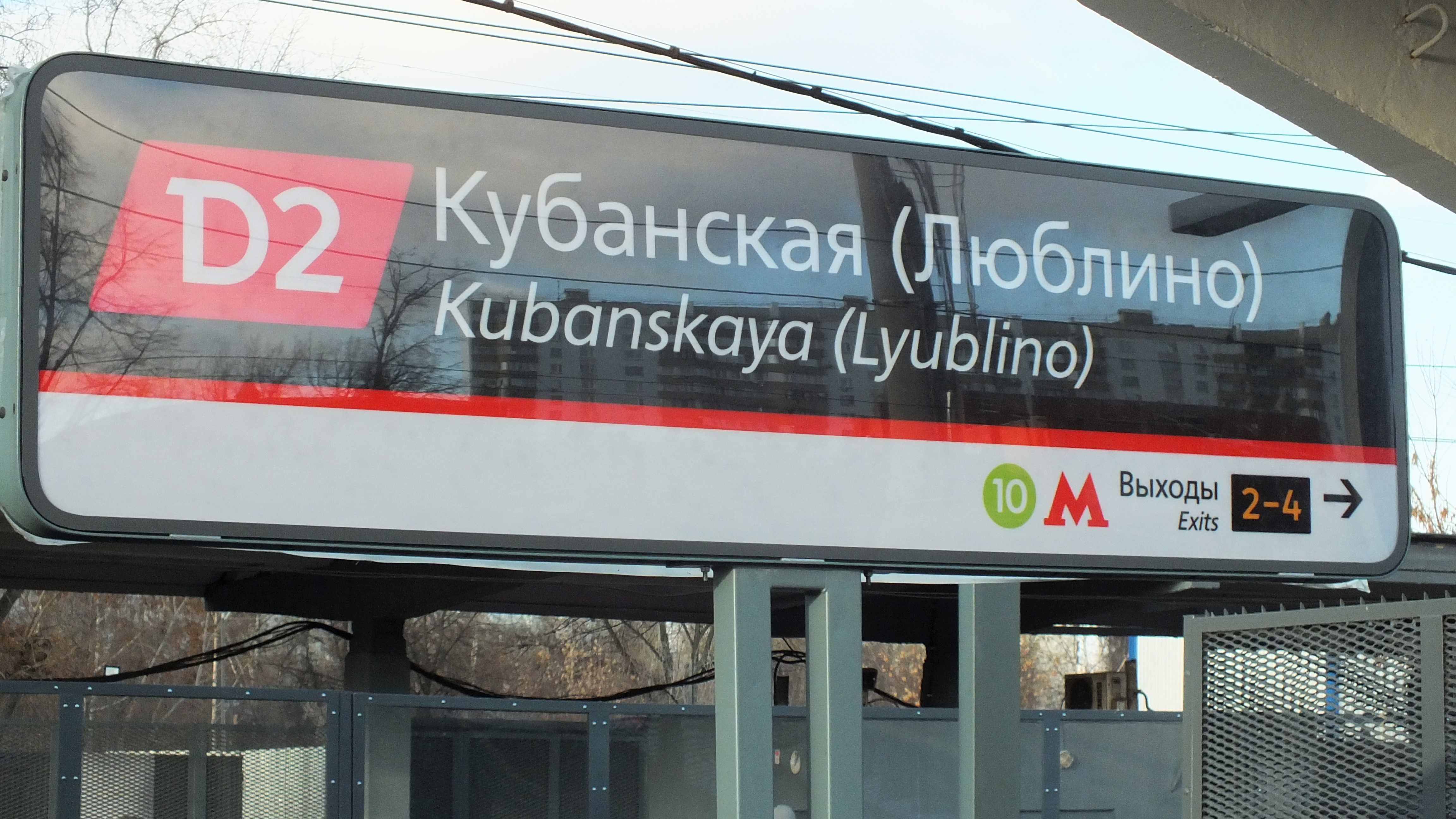
Табличка с названием станции (и старым названием в скобках) в декабре 2019 года
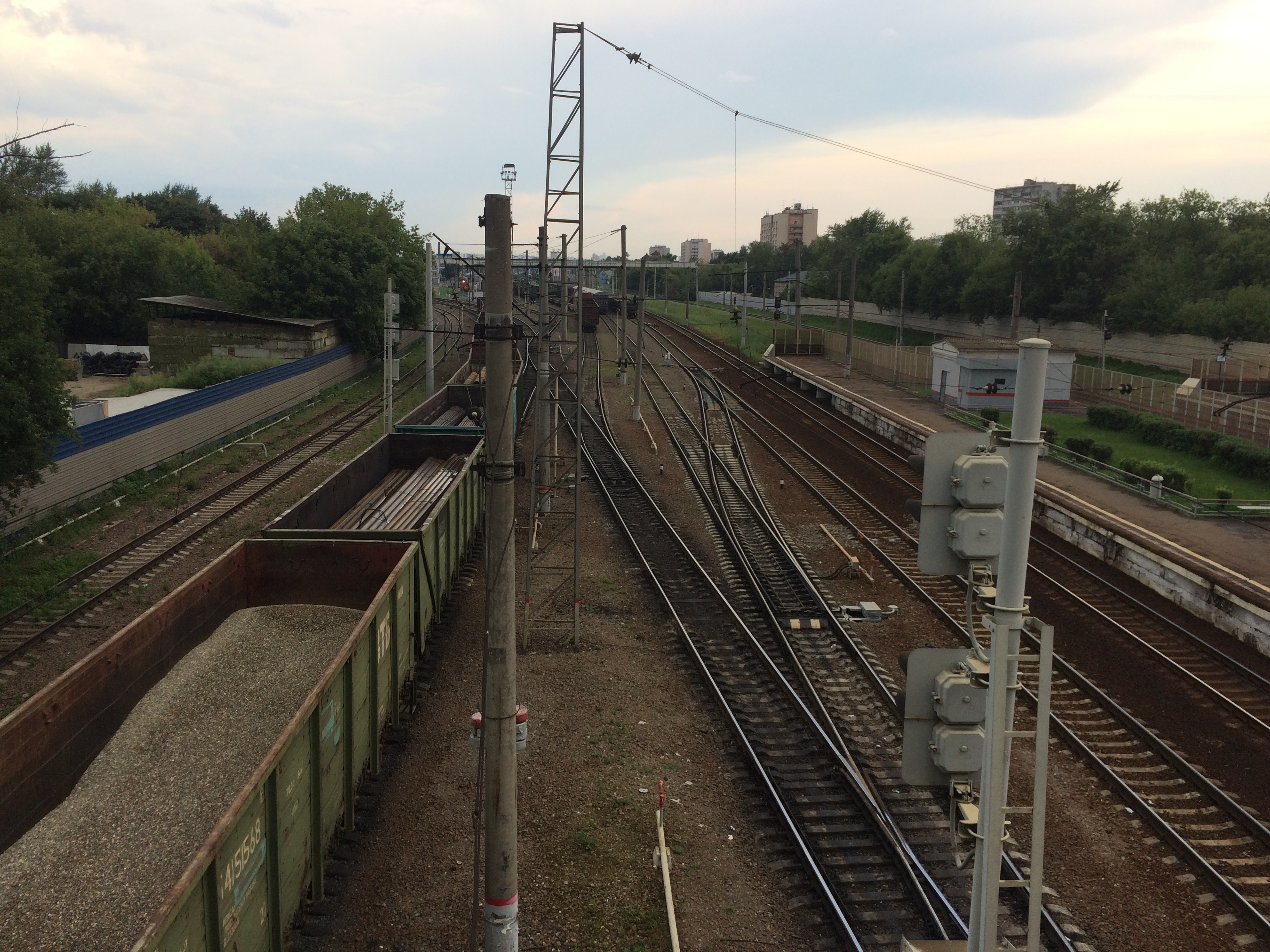
Вид на железнодорожные пути с пешеходного моста на станции (2016)
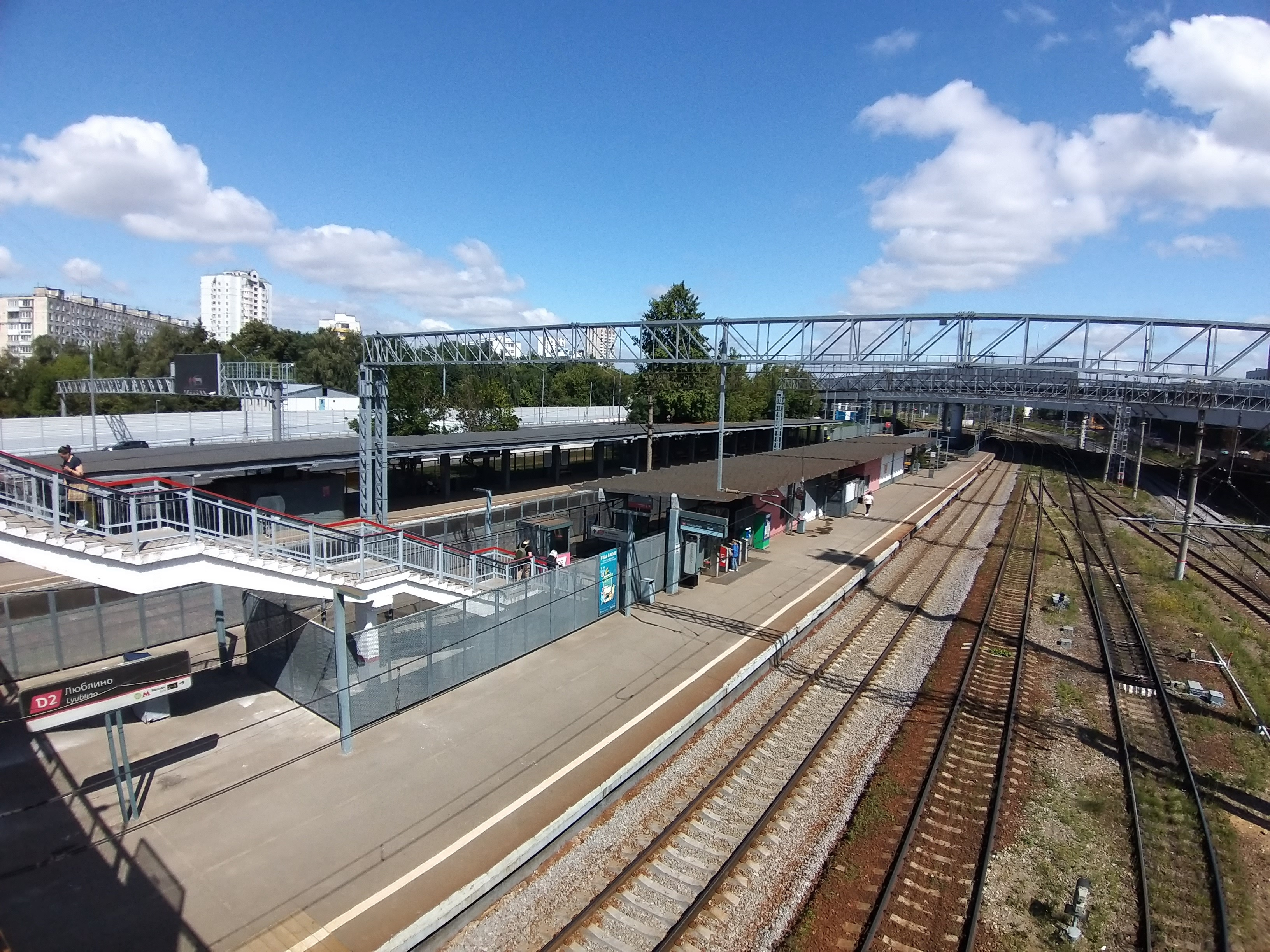
Платформа в 2023 году